# Дзанньер, Ламберто
Ламберто Дзаннье́р (итал. Lamberto Zannier; родился 15 июня 1954 года, Фаганья, Италия), так же Ламберто Занье́р — итальянский дипломат, генеральный секретарь ОБСЕ в 2011—2017.

## Биография
Родился 15 июня 1954 года в муниципалитете Фаганья (провинция Удине на северо-востоке Италии).
С 1976 года — в министерстве иностранных дел Италии. Работал в посольствах Италии в Объединенных Арабских Эмиратах, Австрии и Нидерландах.
В 1998—1999 годах принимал участие в переговорах по адаптации Договора об обычных вооруженных силах в Европе (ДОВСЕ).
С 2002 по 2006 год занимал пост директора центра ОБСЕ по предотвращению конфликтов в Вене.
С июня 2008 года по июнь 2011 года был спецпредставителем ООН по Косово и главой миссии ООН по делам временной администрации в Косово.
В июне 2011 года был избран генеральным секретарем ОБСЕ.
С 19 июля 2017 года по 18 июля 2020 года — верховный комиссар ОБСЕ по национальным меньшинствам.

## Награды
- Юбилейная медаль «Garaşsyz, Baky Bitarap Türkmenistan»[2]
- Юбилейная медаль «25 лет Нейтралитета Туркменистана» (2020, Туркменистан)